# Değirmentepe
Değirmentepe ou Değirmentepe Hüyük est un site archéologique qui se situe à 50 km au nord du fleuve Euphrate à 24 km au nord-est de la province de Malatya en Anatolie orientale. Il est immergé dans la zone de réservoir des barrages de Karakaya et Atatürk. Des fouilles de sauvetage ont été entreprises en 1978 sous la supervision d'Ufuk Esin de l'Université d'Istanbul et interrompue en 1989 par les inondations des barrages.
Quatre couches archéologiques dont les datations sont déterminées par des techniques telles que le C14 et les traces de fusion ont été découvertes dans ce monticule :
1. Moyen Âge (période romaine-byzantine tardive);
2. Âge du fer (1000 av. J.-C.);
3. Âge du bronze ancien I (culture Karaz ou Khirbet Kerak, fin du 4ème millénaire-début du IIIe millénaire av. J.-C.);
4. Âge chalcolithique (culture d'Obeïd, seconde moitié du Ve millénaire av. J.-C.)[2].

Le niveau chalcolithique Değirmentepe d'Obeïd-4 de la seconde moitié du Ve millénaire av. J.-C., dont les sites de Tülintepe, Seyh Hüyük et Kurban Hüyük sont contemporains, contiennent des squelettes d'adolescents au crâne déformé. Les vestiges de cette phase culturelle appartenant au Chalcolithique sont relativement bien conservés. Il faut cependant y déplorer de graves dommages causés par des inondations occasionnelles de l'Euphrate, notamment sur les structures architecturales et les cimetières. Les déformations crâniennes ne sont pas observées sur les restes humains découverts et identifiés aux périodes de l'âge du fer et aux niveaux médiévaux de Değirmentepe.
L'époque chalcolithique de cet ancien village est caractérisée par des maisons rectangulaires en briques de boue qui communiquent les unes avec les autres. On y constate l’apparition d'animaux domestiques comme les chiens, les moutons, les chèvres, les porcs et les bovins qu'au début du Chalcolithique. L'orge, le blé, l'avoine et les pois étaient les plantes les plus fréquemment cultivées. Beaucoup de poteries caractéristiques de la culture Obeid, ont été trouvées sur le site. Les archéologues y ont découvert 450 scellements qui témoignent de la présence de notables capables de gérer les productions,.